# Хелена Вест Нортист (Монтана)
Хелена Вест Нортист (енгл. Helena Valley Northeast) насељено је место без административног статуса у америчкој савезној држави Монтана.

## Демографија
По попису из 2010. године број становника је 2.995, што је 873 (41,1%) становника више него 2000. године.
| Група             | 2000.         | 2010.         |
| Белци             | 2.061 (97,1%) | 2.875 (96,0%) |
| Афроамериканци    | 2 (0,1%)      | 5 (0,2%)      |
| Азијати           | 1 (0,0%)      | 7 (0,2%)      |
| Хиспаноамериканци | 19 (0,9%)     | 47 (1,6%)     |
| Укупно            | 2.122         | 2.995         |